# ともラジ
ともラジは、信越放送（SBCラジオ）にて毎週土曜の午後に放送されていたラジオ番組である。

## 概要
2011年春の番組改編で、『立川談慶と牛山美耶子のともラジ!』として、同年4月9日より放送スタート。2013年4月からは、立川談慶に代わり、長野県住みます芸人のこてつがパーソナリティになった。
スタジオを飛び出して、長野県内各地の町村、お店、イベントに出張し、公開生放送することがある。
「ともだち」のようにいつも傍にあるラジオ番組→「ともだちラジオ」から「ともラジ」が生まれた。
2025年3月15日の放送にて、同年4月5日を以て終了する事が発表された

## 出演者

### 最終回時点
パーソナリティ
- こてつ（2013年4月6日 - 2025年4月5日）
- 平山未夢（2024年4月6日 - 2025年3月15日）
- 前田恵里花（2024年4月6日 - 2025年4月5日）

※ 平山と前田は週替わり出演

### 上記以前
パーソナリティ
- 立川談慶（2011年4月9日 - 2013年3月30日）
- 官琳（元信越放送アナウンサー、2011年 - 2013年3月30日）
- 牛山美耶子（元信越放送アナウンサー、2011年4月9日 - 2015年12月19日）
- 岸田奈緒美（元信越放送アナウンサー、2015年12月20日 - 2017年3月18日）
- 生田明子（信越放送アナウンサー、2017年4月1日 - 2018年3月31日）
- 中澤佳子（信越放送アナウンサー、2018年4月7日 - 2023年3月18日）
- 長谷川萌（元信越放送アナウンサー、2023年4月1日 - 2024年3月30日） [2]